# Сурнов, Алексей Иванович
Алексе́й Ива́нович Сурно́в (1865 — ?) — крестьянин, депутат Государственной думы I созыва от Калужской губернии.

## Биография
Крестьянин из села Лопухино Мещовского уезда Калужской губернии. Получил начальное образование. Волостной старшина. Подрядчик, землевладелец. Член Конституционно-демократической партии.
26 марта 1906 избран в Государственную думу I созыва от съезда уполномоченных от волостей. Входил в Конституционно-демократическую фракцию. Подписал законопроект «О гражданском равенстве».
Дальнейшая судьба и дата смерти неизвестны.